# Hein Herbers
Hein Herbers, vollständig Heinrich Maria Caspar Herbers, (* 2. März 1895 in Warendorf; † 21. August 1968 im niederländischen Bilthoven) war ein deutscher Pädagoge, Publizist und Pazifist.

## Jugend
Hein Herbers wurde 1895 als zweitjüngstes von neun Geschwistern einer konservativen und streng katholischen Familie im münsterländischen Warendorf geboren. Sein Vater Johannes Herbers war Prokurist einer örtlichen Textilfabrik sowie für das katholische Zentrum in der Lokalpolitik engagiert. Um den gehobenen bürgerlichen Lebensstandard, den das Einkommen des Vaters ermöglichte, trotz des Kinderreichtums halten zu können, führte Mutter Elisabeth Herbers zusätzlich ein Schuhgeschäft in Warendorf.
Aufgrund dieser Doppelbelastung der Mutter entschieden die Eltern, Hein Herbers und einige seiner Geschwister zeitweise bei den Großeltern im emsländischen Meppen aufwachsen zu lassen, wo Hein Herbers auch die Elementarschule besuchte. Großvater Casper Herbers vertrat eine explizit bismarckkritische Haltung, die auch Hein Herbers prägte, und die sich mit dem durch das Elternhaus vermittelten strengen Katholizismus zu einem kohärenten frühjugendlichen Weltbild entwickelte.
Zu Ostern 1905 kehrte Hein Herbers nach Warendorf zurück, um auf das traditionsreiche Gymnasium Laurentianum zu wechseln. Diese 1329 gegründete Lehranstalt war ursprünglich von einem selbstbewussten katholischen und antipreußischen Geist geprägt, bis die Schulträgerschaft 1875 von der Stadt Warendorf auf Preußen überging. Von nun an wurde an dieser Schule ein zunehmend preußisch-militaristischer Geist vermittelt, der auch Hein Herbers prägte. Dieser Einfluss erscheint überraschend, stand er doch im Widerspruch zu seiner bis dato antipreußischen und katholischen Prägung, zudem war Hein Herbers kein eifriger Schüler, sondern fiel regelmäßig durch Disziplinlosigkeiten und mangelnde schulische Sorgfalt auf. Dies führte dazu, dass Hein Herbers zwei Klassen wiederholen musste. Während seiner Jahre am Laurentianum entwickelte Hein Herbers eine sowohl stark patriotische, als auch nach wie vor streng katholische Haltung, die er sowohl innerhalb wie außerhalb der Schule vehement vertrat.
Vermutlich war dies auch der Grund für seinen Schulverweis im Jahre 1912. In der Nacht vor der Reichstagswahl am 12. Januar zerstörte er gemeinsam mit Mitschülern Dachplatten der evangelischen Christuskirche in Warendorf, um den verhassten Gegnern des katholischen "Zentrums" einen Denkzettel zu verpassen. Am darauffolgenden Tag wurden er und die beteiligten Mitschüler von der Schule verwiesen.
Diesen im kleinstädtischen Warendorf als Skandal wahrgenommenen Vorfall suchten Hein Herbers' um bürgerliche Anerkennung strebenden Eltern zu vertuschen, indem sie seine schulische Absenz mit gesundheitlichen Problemen zu begründen versuchten. Zu Ostern 1913 fanden sie in dem Stiftsgymnasium in Andernach eine wiederum stark katholisch geprägte und traditionsreiche Schule, die Hein Herbers aufnahm, und an der er im Juni 1915 sein kriegsbedingtes Notabitur ablegte, um sich dann als Freiwilliger an die Front zu melden.

## Kriegserlebnis
Seine stark patriotische Gesinnung motivierte Herbers, sich als Freiwilliger für den Kriegsdienst im Ersten Weltkrieg zu melden. Er wurde zur Heeresausbildung in die Garnison Münster eingezogen, zugleich immatrikulierte er sich an der dortigen Westfälischen Wilhelms-Universität und belegte die Fächer Germanistik, Geschichte und Philosophie, nahm aber aufgrund seines Militärdienstes bis 1917 an keinen universitären Veranstaltungen teil.
Seine Militärzeit sowie die Erfahrung des Ersten Weltkrieges führten bald zu einer Ernüchterung und einer Neuorientierung. Kurz nach Eintritt in die Armee erfuhr Herbers, dass sein Bruder August in Galizien gefallen war, auch beklagte er den Tod vieler seiner Kameraden als „Sterben für eine Lüge“. Auch die strenge militärische Hierarchie und die geforderte bedingungslose Unterordnung unter eine von ihm immer wieder infrage gestellte Befehlsgewalt seiner Vorgesetzten führten zu einer Abwendung Herbers' vom Nationalismus und Militarismus des preußisch geprägten Kaiserreichs und leiteten seine Hinwendung zum Pazifismus ein.
An welchem Kriegsschauplatz Herbers eingesetzt wurde, ist nicht überliefert, jedoch kehrte er 1917 mit einer schweren Lungenentzündung von der Front zurück und verbrachte einige Zeit in unterschiedlichen Lazaretten, bevor er aus dem Kriegsdienst entlassen wurde.

## Zwischenkriegszeit
Nach seiner Genesung nahm Herbers sein Studium in Münster wieder auf. Er suchte nach seinen Kriegserfahrungen nach neuen Idealen, nahm Kontakt zu einer lokalen DADA-Gruppe auf, trat als Pazifist im November 1918 der USPD bei, engagierte sich in der sozialistischen Studentenbewegung in Münster und trat der pazifistischen Deutschen Friedensgesellschaft (DFG) bei. Im Dezember 1921 schloss er sein Studium ab und erwarb das Erste Staatsexamen für das höhere Lehramt für die Fächer Deutsch, Geschichte und philosophische Propädeutik.
Zum Jahresbeginn 1922 begann Herbers sein Referendariat am Gymnasium Laurentianum, jener Schule, von der er zehn Jahre zuvor verwiesen worden war. Mit seiner sozialistischen und pazifistischen Haltung eckte er dort, nun als Lehrer, erneut an. Er vertrat einen modernen, emanzipatorischen Erziehungsansatz, und es wurde ihm ein großer charismatischer Einfluss auf seine Schüler attestiert. Über eine Schülerrede anlässlich einer Abiturentlassung schrieb ein konservativ gesinnter Kollege: „So freche, unpathetische u. aufrichtige Reden sind in unserer Aula noch nicht gehört worden. Meine Kollegen, die meisten wenigstens, waren masslos empört. Herbers hatte die Jungen alle unter seinen dämonischen (!) Einfluss gezwungen!“
Während seiner Zeit am Gymnasium Laurentianum war Herbers in der pazifistischen Bewegung aktiv, so leitete er seinerzeit die Ortsgruppen der DFG in seinem ehemaligen Studienort Münster sowie in seinem Heimatort Warendorf gleichzeitig. Im März 1923 legte Herbers sein Zweites Staatsexamen ab und erwarb damit seine Lehrbefähigung für Gymnasien.
Weil während der Krisen des Jahres 1923 kaum Lehrerstellen ausgeschrieben wurden, arbeitete er zunächst für ein Jahr unentgeltlich weiter am Gymnasium Laurentianum, bevor er das von Fritz Küster unterbreitete Angebot annahm, das Feuilleton des pazifistischen Wochenblatts Das Andere Deutschland zu übernehmen, in dem unter anderem auch Kurt Tucholsky und Erich Kästner veröffentlichten. Innerhalb der Redaktion tat sich Herbers als Radikalpazifist hervor und prägte mit seiner Haltung die Ausrichtung des Blatts.
1928 wechselte Herbers zurück in den Schuldienst, auch um seine finanzielle Situation zu konsolidieren, blieb aber journalistisch im "Anderen Deutschland" aktiv. Er nahm Vertretungsstellen an Schulen in Attendorn, Herne und Bad Ems an. In allen Positionen wurde Herbers' politische Haltung zum Gegenstand von Auseinandersetzungen innerhalb des Kollegiums, mit der Schulaufsicht oder der lokalen Öffentlichkeit. Ab Abril 1931 war Herbers an den politisch sehr unterschiedlich ausgerichteten Realgymnasien I und II in Kassel beschäftigt. Am Realgymnasium II fand er eine politische Heimat, was nicht nur an der politischen Übereinstimmung mit dem sozialdemokratisch und pazifistisch gesinnten Direktor August Fricke lag, sondern auch an der allgemeinen Ausrichtung des Kollegiums der in Kassel als "Rotes Palais" titulierten Schule. Seine neben dem Schuldienst fortgesetzte publizistische Tätigkeit im "Anderen Deutschland" und sein öffentliches Eintreten für pazifistische Ideen erregten lokale Aufmerksamkeit an seinen Dienstorten und führten zu Kampagnen gegen Herbers von Seiten nationalistisch und nationalsozialistisch orientierter Schüler sowie Zeitungen.
Nach der Machtübernahme Adolf Hitlers am 30. Januar 1933 wurde Herbers schnell aus dem Schuldienst entlassen. Zunächst blieb er in Kassel und wohnte bei August Fricke, begann dann aber, sich an wechselnden Orten zu verstecken, unter anderem im Harz, und emigrierte 1934 in die Niederlande, um sich dem Zugriff der Nationalsozialisten zu entziehen.

## Emigration in die Niederlande
Für Herbers stellte sein langjähriger Kontakt zu dem einflussreichen niederländischen Pädagogen Kees Boeke die Gelegenheit dar, dem Einflussbereich Hitlers zu entfliehen. Im Herbst 1934 nahm Herbers als dritte Lehrkraft eine Stelle an der von Boeke gegründeten reformpädagogischen Schule Werkplaats Kindergemeenschap in Bilthoven an. Er baute gemeinsam mit Boeke diese Schule auf, in der das Individuum im Mittelpunkt stand und die Emanzipation gegenüber gesellschaftlich und staatlich vermittelten Erwartungen an den Einzelnen wesentlicher Bestandteil der Pädagogik waren.
Nach dem Überfall der deutschen Wehrmacht auf die Niederlande am 10. Mai 1940 gelang es Herbers, sich durch unauffälliges Verhalten einer Verfolgung zu entziehen. So wussten aufgrund seines intensiven Spracherwerbs und kultureller Assimilation viele seiner niederländischen Bekannten nicht, dass er Deutscher war, und viele seiner deutschen Freunde wussten nicht, dass er weiterhin politisch aktiv war.
Trotz seines ihn schützenden nach außen unauffälligen Lebens als niederländischer Lehrer blieb Herbers politisch aktiv und unterhielt Kontakt zu Widerstandsgruppen im östlichen Ruhrgebiet, insbesondere in Dortmund, und unterstützte diese Gruppen, beispielsweise als Kurier. Dennoch gelang es ihm aufgrund seiner Tarnung, Urlaube in Deutschland zu verbringen und sogar, unbehelligt von den Nationalsozialisten, seine erkrankte Mutter in Warendorf zu besuchen.
Nach dem Zweiten Weltkrieg entschied sich Herbers, in seiner neuen Heimat zu bleiben und weiterhin in der "Werkplaats Kindergemeenschap" zu arbeiten. Die Schule entwickelte aufgrund ihrer reformpädagogischen Ausrichtung eine Anziehungskraft und Bekanntheit, die die niederländische Königin Juliana bewog, ihre Töchter, die Prinzessinnen Irene, Margriet und Beatrix, an dieser Schule anzumelden. Hein Herbers war während ihrer dortigen Schulzeit (1947–1951) der Mentor von Prinzessin Beatrix, der späteren Königin Beatrix der Niederlande.
Herbers engagierte sich gegen die Wiederbewaffnung der Bundesrepublik Deutschland und gegen die NATO. Er starb am 21. August 1968 im Alter von 73 Jahren in Bilthoven.